# 交通学院駅
交通学院駅（こうつうがくいんえき、簡体字中国語:交通学院站）は、中華人民共和国黒龍江省哈爾濱市道外区にある駅。

## 利用可能な鉄道路線
- ハルビン地下鉄
  - ハルビン地下鉄1号線

## 駅周辺
- 黒竜江工程学院

## 歴史
- 2013年9月26日 開業[1]。